# Hamilton Richardson
Hamilton Richardson (Baton Rouge, 24 agosto 1933 – New York, 5 novembre 2006) è stato un tennista statunitense.

## Biografia
All'età di quindici anni quando era già una delle migliori promesse statunitensi gli viene diagnosticato il diabete che secondo i medici avrebbe dovuto impedire una carriera da tennista ma non si arrese riuscendo a ottenere ottimi risultati tra i professionisti.
Dopo essersi laureato alla Tulane University conseguì un master's all'Università di Oxford.
È morto nel 2006 a causa di complicazioni legate al diabete.

## Carriera
A livello giovanile ha raggiunto la finale dell'Orange Bowl 1949 mentre ha conquistato il Roland Garros 1950 nonostante abbia dovuto passare le notti in ospedale per stabilizzare il livello di zuccheri nel sangue.
In carriera ha poi raggiunto quattro semifinali negli Slam, la prima a New York nel 1952 dove ha la peggio contro Gardnar Mulloy. Si ripresenta alle semifinali dello Slam statunitense due anni dopo quando è Vic Seixas a impedirgli l'accesso alla finale, nel 1955 si ritira durante la semifinale del Roland Garros contro Tony Trabert mentre l'anno dopo avanza fino alle semifinali di Wimbledon dove si arrende a Lew Hoad.
Nel doppio maschile ha vinto un titolo, agli U.S. National Championships 1958 in coppia con Alex Olmedo superano il team statunitense formato da Sam Giammalva e Barry MacKay in quattro set.
In Coppa Davis ha giocato ventidue match con la squadra statunitense vincendone venti e aiutando la sua nazione a conquistare due insalatiere, nel 1954 e 1958.